# Orchestra filarmonica d'Israele
L'Orchestra filarmonica d'Israele (in ebraico התזמורת הפילהרמונית הישראלית‎?, ha-Tizmoret ha-Filharmonit ha-Yisre'elit; in inglese Israel Philharmonic Orchestra, abbreviata IPO) è la principale orchestra sinfonica israeliana.

## Storia
L'Orchestra è stata fondata nel 1936 dal violinista ebreo di origine polacca Bronisław Huberman col nome di Palestine National Orchestra. L'obiettivo era quello di riunire musicisti ebrei cacciati dalle orchestre europee a causa del nazismo. Nello stesso anno si tenne il concerto inaugurale a Tel Aviv, diretto da Arturo Toscanini.
Quando, nel 1948, fu fondato lo stato d'Israele, l'orchestra suonò l'Hatikvah (l'inno nazionale israeliano) alla cerimonia ufficiale della dichiarazione d'indipendenza e il nome mutò in quello attuale.
Nel 1958, è stato assegnato all'IPO l'Israel Prize per la musica, un premio mai assegnato prima ad un'organizzazione.

## Attività
La IPO sostiene spesso tournée in tutto il mondo vantando grandi direttori come Leonard Bernstein, Zubin Mehta o Daniel Barenboim e grandi solisti come Itzhak Perlman, Joshua Bell, Pnina Salzman o Maxim Vengerov. Nonostante l'evidente difficoltà di teatri in alcune parti del mondo ad ospitarla per motivi di sicurezza, si sono raggiunti grandi traguardi sotto il punto di vista umano, come la tournée in Russia nel 1990 durante la quale per la prima volta è stato suonato in teatro l'inno israeliano. Attualmente, l'IPO è considerata fra le migliori orchestre al mondo, contraddistinta da una sonorità sempre calda paragonabile a quella delle migliori orchestre europee. L'orchestra ha sede stabile a Tel Aviv, nell'auditorium Mann.

## Discografia
- Berlioz: Harold in Italy - Bloch: Voice in the Wilderness - Daniel Benyamini/János Starker/Israel Philharmonic Orchestra/Zubin Mehta, 2014 Decca
- Bernstein: Chichester Psalms, Symphonies Nos. 1 & 2 - Israel Philharmonic Orchestra/Wiener Jeunesse-Chor/Leonard Bernstein, 1978 Deutsche Grammophon
- "Timeless" - Bruch Brahms - Conc. vl. n. 1/Conc. vl. op. 77, Garrett/Mehta/Israel PO, 2014 Decca - nona posizione in Austria
- Chopin: Piano Concertos Nos. 1 & 2 - Murray Perahia/Israel Philharmonic Orchestra/Zubin Mehta, 1989 SONY BMG
- Ciaikovsky, Lago dei cigni/Bella/Schiaccianoci - Mehta/Israel PO/Bonynge, Decca
- Tchaikovsky: Overture "1812," Romeo and Juliet, Capriccio italien - Israel Philharmonic Orchestra/Leonard Bernstein, 1994 Deutsche Grammophon
- Tchaikovsky & Shostakovich: Violin Concertos - Ilya Gringolts/Israel Philharmonic Orchestra/Itzhak Perlman, 2002 Deutsche Grammophon
- Dvorak, Sinf. n. 9/Danze slave n. 1, 3, 8 - Bernstein/Israel PO, 1986/1988 Deutsche Grammophon
- Khachaturian: Violin Concerto/meditation - Israel Philharmonic Orchestra/Itzhak Perlman/Suvi Raj Grubb/Zubin Mehta, 2005 Warner
- Mahler: Symphony No. 1 in D Major - Zubin Mehta/Israel Philharmonic Orchestra, 1987 EMI/Warner
- Mahler: Symphony No. 2 - Israel Philharmonic Orchestra/Zubin Mehta, 1995 Teldec
- Mahler: Symphony No. 4 in G - Barbara Hendricks/Israel Philharmonic Orchestra/Zubin Mehta, 1979 Decca
- Mahler: Symphony No. 6 - Israel Philharmonic Orchestra/Zubin Mehta, 1994 Teldec
- Mendelssohn: Symphonies Nos. 3 "Scottish" & 4 "Italian" - Israel Philharmonic Orchestra/Leonard Bernstein, 1979 Deutsche Grammophon
- Mozart: Sinfonia concertante, K. 364 - Israel Philharmonic Orchestra/Itzhak Perlman/Pinchas Zukerman/Zubin Mehta, 1985 Deutsche Grammophon
- Mozart: Flute Concertos, K. 313 & 314 - Israel Philharmonic Orchestra/Jean-Pierre Rampal/Zubin Mehta, 1989 Sony
- Paganini, Saint-Saëns & Waxman: Works for Violin and Orchestra - Israel Philharmonic Orchestra/Maxim Vengerov/Zubin Mehta, 1992 Teldec
- Prokofiev: Piano Concertos 2 & 4, Overture on Hebrew Themes - Israel Philharmonic Orchestra/Juilliard String Quartet/Zubin Mehta, 1994 Sony
- Prokofiev: Piano Concertos Nos. 1, 3, 5 - Israel Philharmonic Orchestra/Yefim Bronfman/Zubin Mehta, 1993 SONY BMG
- Puccini: La bohème - Andrea Bocelli/Barbara Frittoli/Israel Philharmonic Orchestra/Zubin Mehta, 2000 Sugar
- Rimsky-Korsakov: Scheherazade & Russian Easter Overture - Israel Philharmonic Orchestra/Zubin Mehta, 1988 SONY BMG/CBS
- Saint-Saens: Symphony No. 3 - Tal: Symphony No. 5 - Israel Philharmonic Orchestra/Zubin Mehta, 2008 Decca
- Shostakovich/Glazunov: Violin Concertos - Israel Philharmonic Orchestra/Itzhak Perlman/Pinchas Zukerman/Zubin Mehta, 2003 EMI/Warner
- Schubert: The Symphonies, Vol. 1 - Israel Philharmonic Orchestra/Zubin Mehta, 2010 Decca
- Schubert: The Symphonies, Vol. 2 - Israel Philharmonic Orchestra/Zubin Mehta, 2010 Decca
- Sibelius: Violin Concerto in D Minor - Bruch: Scottish Fantasy - Israel Philharmonic Orchestra/Midori/Zubin Mehta, 1994 SONY BMG
- Smetana: Má Vlast - Zubin Mehta/Israel Philharmonic Orchestra, 1994 SONY BMG
- Stravinsky, Sagra/Petrouchka - Bernstein/Israel PO, 1982 Deutsche Grammophon
- Stravinsky Shostakovich - Complete recordings on DGrammophon, Bernstein/Israel PO/CSO/WPO, 1977/1988 Deutsche Grammophon
- Vivaldi, Quattro stagioni - Perlman/Stern/Mintz/Mehta, Deutsche Grammophon
- Leontyne Price - Verdi Recital - Israel Philharmonic Orchestra/Leontyne Price/Zubin Mehta, 1981 Decca
- Eaglen Sings Mozart & Strauss - Jane Eaglen/Israel Philharmonic Orchestra, 1996 Sony
- Verdi - Andrea Bocelli, Israel Philharmonic Orchestra/Zubin Mehta, 2000 Sugarmusic